# Vi tager skoleidrætsmærket
|  | Denne artikel er oprettet af botten PalnaBot ud fra en ekstern database. Den kan derfor have sproglige fejl eller mangler. Denne skabelon kan fjernes efter kontrol af indholdet. |

Vi tager skoleidrætsmærket er en film med ukendt instruktør.

## Handling
Hans Erik, som er ny dreng på skolen, skal introduceres til de forskellige idrætsdiscipliner: løb, kuglestød, længdespring, boldkast, stangspring, spydkast, højdespring og slyngbold. Han lærer de forskellige teknikker og gennemfører prøven til bronzemærket. Mærkerne uddeles.